# Киндешть (Ботошань)
Киндешть, Киндешті (рум. Cândești) — село у повіті Ботошані в Румунії. Адміністративний центр комуни Киндешть.

## Географія
Село розташоване на відстані 387 км на північ від Бухареста, 40 км на північний захід від Ботошань, 135 км на північний захід від Ясс.
Через село  тече річка Молниця, ліва притока Серету.

## Історія
У 1774-1918 роках село Киндешть було частиною Буковини. Кордон між Буковиною та Молдовою (з 1862 року Румунією) проходив по річці Молниця, яка утворювала східну межу села Киндешті.
За переписом 1900 року в селі було 146 будинків, проживали 703 мешканці: 663 українці, 21 румун, 16 євреїв і 2 німці.
Після комуністичної адміністративної реформи 1950 року буковинські села Киндешть та Рогожешть були включені до комуни Міхейлень (село Міхайлень не було частиною Буковини).

## Населення
За даними перепису населення 2002 року у селі проживали 1208 осіб.
Національний склад населення села:
| Національність | Кількість осіб | Відсоток |
| -------------- | -------------- | -------- |
| румуни         | 946            | 78,3%    |
| українці       | 262            | 21,7%    |

Рідною мовою назвали:
| Мова       | Кількість осіб | Відсоток |
| ---------- | -------------- | -------- |
| румунська  | 946            | 78,3%    |
| українська | 262            | 21,7%    |